# Cassine transvaalensis
Cassine transvaalensis là một loài thực vật có hoa trong họ Dây gối. Loài này được (Burtt Davy) Codd mô tả khoa học đầu tiên năm 1966.